# Хусинска буна
Хусинска буна је оружани отпор рудара рудника Креке против насиља органа државне власти у току генералног штрајка рудара Босне и Херцеговине, од 21. до 28. децембра 1920. године, назван по рударском селу Хусино код Тузле. 
Мада је штрајк избио због владиног кршења споразума о висини надница, који је она сама потписала, проглашен је субверзијом. У њему је учествовало око 7.000 радника, а водила га је Комунистичка партија преко Савеза рудара, на челу са Митром Трифуновићем Учом.
Рударске породице у Брези, Креки, Тузли и Зеници исељене су из државних станова, а рудари мобилисани. Више од 300 исељених рудара из Креке, претежно Словенаца, повукло се са штрајкачким одбором у Хусино и друга села крај Тузле. Њихов отпор војсци, жандармерији и „Народној гарди“, које су покушале да странце протерају, а домаће рударе приморају на посао, у крви је угушен 28. децембра 1920. Погинуло је седам, а рањено више десетина рудара и сељака. Ухапшено је око 400 лица који су се солидарисала са штрајкачима. Сурови обрачун полиције и жандармерије с рударима у Босни и Херцеговини изазвао је општи револт и протестне акције радника широм земље.
Тринаест месеци касније хусинска буна је добила епилог у великом судском процесу вођеном у Тузли у јануару и фебруару 1922. Оптужница је теретила 350 рудара, а суђено је 20-орици учесника. Јуро Керошевић, оптужен за убиство жандара, осуђен је на смрт вешањем, а 10 рудара на временске казне од једног до 15 месеци. 
Против тог суђења и за спашавање Керошевића вођена је у земљи и иностранству акција солидарности, па су власти биле присиљене да му замене казну смрти за 20 година робије.

## Наслеђе
- Народна пјесма „Коњух планином“ инспирисана је Хусинском буном. Опевана је у част Пеје Марковића, који је погинуо 1941. године. Био је припадник хусинске партизанске чете, која је великим делом била сачињена од хусинских рудара, учесника буне. Музика за песму је преузета из већ постојеће руске мелодије.
- Телевизија Сарајево снимила је ТВ драму „Хусинска буна“ 1980. године. Редитељ драме је Сава Мрмак, а писац сценарија Вељко Радовић.
- Касарна у Тузли, из које се колона војника ЈНА повлачила после чега је нападнута (догађај познатији као „Тузланска колона“), звала се „Хусинска буна“.